# Причетников, Василий Петрович
Василий Петрович Причетников (1767—1809) — русский художник, академик Императорской Академии художеств.

## Биография
«Комерц-коллегии копииста сын». Учился в Императорской Академии художеств (1773—1778) на счёт И. И. Бецкого. Был награждён Академией художеств: малая серебряная и золотая медали (1788) и аттестат 2-й степени. Отправлен за границу пенсионером Академии художеств для совершенствования (1789). Получил звание «назначенного в академики» (1795). Звание академика (1800) за картину «Вид в окрестностях Рима». Назначен советником Академии художеств (1803) за картины «Вид Рима» и «Вид Павловска».
Домашний художник у князя А. Б. Куракина в его имени «Надеждино» (1795–1796). Преподавал в пейзажном классе Академии художеств (с 1798). Путешествовал по Северной Америке (с 1798).
Среди работ: «Вид в окрестностях Рима» (1800), «Вид на острове Капри» (1801), «Вид Рима» (1803), «Вид Павловска» (1803); цикл живописных и графических видов усадьбы «Надеждино» (1790-е).
- Примеры работ В. П. Причетникова